# Solenocaulon tubulosum
Solenocaulon tubulosum is een zachte koraalsoort uit de familie Anthothelidae. De koraalsoort komt uit het geslacht Solenocaulon. Solenocaulon tubulosum werd in 1867 voor het eerst wetenschappelijk beschreven door Genth. 